# Jaroslav Bouček
Jaroslav Bouček (Černošice, 13 de novembro de 1912 - 10 de outubro de 1987) foi um futebolista checo que atuava como meio-campo.

## Carreira
Jaroslav Bouček fez parte do elenco da Seleção Checoslovaca de Futebol, na Copa de 1934 e 1938, atuando em três partidas. 

## Títulos
- Copa do Mundo: Vice - 1934